# 克里斯特爾普萊恩斯鎮區 (堪薩斯州史密斯縣)
克里斯特爾普萊恩斯鎮區（英語：Crystal Plains Township）為美國堪薩斯州史密斯縣轄下的鎮區。2010年美国人口普查中該鎮區人口有27人。

## 地理
克里斯特爾普萊恩斯鎮區涵蓋總面積為93.03平方（35.92平方英里）。

## 人口統計
根據2010年美國人口普查，克里斯特爾普萊恩斯鎮區人口有27人，住房15戶，人口密度為0.29人/每平方公里。此鎮區居民之種族中，白人佔88.89%，非裔美國人佔3.7%，美洲原住民佔0%，亞裔美國人佔0%，太平洋島裔美國人佔0%，其他種族佔0%，混血種族則佔7.41%。而西班牙裔或拉丁裔美國人佔此鎮區人口的0%。